# 王庄遗址 (中牟县)
王庄遗址位于河南省郑州市中牟县高村乡刘集乡王庄东北500米，西临万三路。
遗址南北长400米，东西宽200米，面积8万平方米。是一处新石器时代文化聚落遗址。2009年6月3日，经郑州市人民政府批准，列入第二批郑州市文物保护单位。